# Hohenstaufen (bjerg)
 For alternative betydninger, se Hohenstaufen. (Se også artikler, som begynder med Hohenstaufen)
Hohenstaufen 684 m højt bjerg i Schwäbische Alb i landkreis Göppingen i den tyske delstat Baden-Württemberg. Det danner sammen med Rechberg og Stuifen de såkaldte Drei Kaiserberge. Det ligger meget synligt mellem byerne Göppingen og Schwäbisch Gmünd og præger med sin markante kegleform konturen af landskabet omkring Göppingen.
På bjerget ligger ruinen af stamborgen for adelsslægten Hohenstaufen, den tidligere Burg Hohenstaufen. På toppen er der en tavle, der fortæller hvad man kan se. Der er også en lille restaurant. Toppen kan kun nås til fods, og det bedste udgangspunkt er fra bydelen af samme navn Hohenstaufen.
På sydskråningen ligger den såkaldte Spielburg, en fritstående klippegruppe af kalksten.